# Тертишники
Терти́шники — село в Україні, у Носівській міській громаді Ніжинського району Чернігівської області.

## Історія
Село, одне з найдавніших поселень, засноване родом Тертишників.
Своїм корінням сягає ще дохристиянської Русі, звідки і назва. Тертишник — тертий, досвідчений, або по віськовому тисячник — командир тисячі. За часів язичної культури Тертишними називали впертих, наполегливих і трудолюбивих людей, які уміли запалити воготь тертям скалок. 
Тертишник в давні часи - ситечко для відокремлення зерна від домішок в давніх пристроях, в узагальненому вигляді - це ситечко для істини.
На карті Шуберта 1869 року такого села ще нема. На території сучасного села позначено 7 господарств під спільною назвою Хутори. У списку населених місць Чернігівської губернії 1901 року також відсутнє. Є в переліку населених пунктів Носівського району 1924 року як хутір Тертишники (95 господарств і 489 мешканців).

## Етимологія назви
Назва населеного пункту походить від прізвища Тертишник. Бо коли в результаті колективізаційних заходів населення найближчих хуторів було зігнане до одного поселення, то люди довго вагались як же назвати новий населений пункт,і вирішили дати йому назву Тертишники,в честь чоловіка,який вирізнявся своїми гігантськими антропометричними даними, і був одним з перших поселенців.
Але в середовищі народу побутує ще одна версія на пояснення етимології назви Тертишники, яка більше нагадує анекдот, аніж історичну дійсність. Так, за місцевими переказами, назва села походить від дієслова терти. Бо коли у райцентрі Носівка, в рамках індустріалізації, з новими потужностями запрацював цукровий завод, а відповідного технологічного устаткування для механічного подрібнення бурякового коренеплоду не вистачало, то з сусідніх новостворених поселень набирали працівників для ручного перетирання буряків, що надалі відзеркалилось на назві села, оскільки питому вагу працівників Носівського цукрозаводу становили саме вони.  